# Marmo cipollino mandolato
Il marmo cipollino mandolato è una varietà di marmo utilizzata in epoca romana.

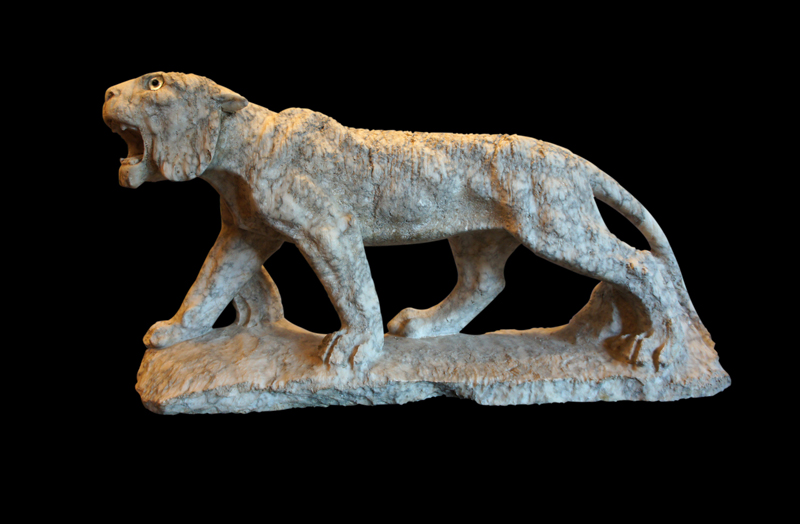
Statua raffigurante una tigre in marmo cipollino mandolato I - II secolo d.C.

Veniva estratto in cave a cielo aperto situate nei Pirenei francesi, presso Campan (cave di Espiadet) e presso Seix (cave di Pont de la Taule). Il nome in francese di questa qualità di marmo, tuttora estratta, è "griottes de Campan".
Si tratta di un marmo con diverse varietà cromatiche: il fondo varia dal grigio, al verde, al rosso-violaceo, con noduli, più o meno fitti, dal bianco, al rossastro, spesso a forma di mandorla.
Dal punto di vista petrografico è una calcare nodulare, con matrice argillosa e noduli di carbonato.
L'estrazione era iniziata già nel I secolo d.C., come provano le iscrizioni rinvenute nelle cave. La maggiore diffusione si ebbe in Gallia a partire dalla fine del II secolo (età severiana, ma il maggiore utilizzo si ebbe soprattutto a partire dal III secolo e probabilmente fino all'età bizantina. Venne importato per lastre di rivestimento a Roma a partire dal II secolo (Villa Adriana a Tivoli), e con maggiore frequenza nello stesso periodo del suo utilizzo in Gallia. Fu esportato fino in Britannia (I-III secolo d.C.), sulla costa spagnola e in Italia settentrionale. 
Fu impiegato soprattutto per lastre di rivestimento o per piccoli fusti di colonna.
Sotto Francesco I e Luigi XIV le cave vennero nuovamente utilizzate e divennero proprietà reale e il marmo venne nuovamente esportato in Europa, per la decorazione di residenze nobiliari e chiese.